# 長友千代治
長友 千代治（ながとも ちよじ、1936年8月25日 - ）は、日本の国文学者・書誌学者。文学博士（大阪市立大学・論文博士・1989年）（学位論文「近世貸本屋の研究」）。元佛教大学文学部人文学科教授。専門は日本近世文学、特に貸本屋に関する研究。

## 略歴
宮崎県宮崎市生まれ。1960年佐賀大学文理学部国文学専攻卒業。1970年大阪市立大学大学院文学研究科国語国文学博士課程満期退学。1963年5月から1970年10月まで大阪府立図書館司書。1970年11月から1977年3月まで愛知県立大学兼愛知県立女子短期大学専任講師。1977年4月から1984年3月まで同大学助教授。1984年4月から1990年3月まで同大学教授。1989年、「近世貸本屋の研究」 で、大阪市立大学より文学博士の学位を維持。1990年4月から1994年3月まで、京都府立大学教授。1994年4月佛教大学文学部教授、2007年退任。
1983年、『近世貸本屋の研究』（東京堂出版）で第4回日本出版学会賞佳作を受賞。

## 著書

### 単著
- 『近世貸本屋の研究』（東京堂出版、1982年）
- 『本のある風景』（日本古書通信社、1985年）こつう豆本
- 『日本書誌学大系52　近世の読書』（青裳堂書店、1987年）
- 『近世上方作家・書肆研究』（東京堂出版、1994年）
- 『近世上方浄瑠璃本出版の研究』（東京堂出版、1999年）
- 『江戸時代の書物と読書』（東京堂出版、2001年）
- 『佛教大学鷹陵文化叢書7　江戸時代の図書流通』（思文閣出版、2002年）
- 『重宝記の調方記 生活史百科事典発掘』（臨川書店、2005年）
- 『江戸庶民の読書と学び』( 勉誠社2017年10月)
- 『江戸庶民のまじない集覧-創意工夫による生き方の智恵』( 勉誠社　2020年10月)
- 『江戸時代の貸本屋-庶民の読書熱、馬琴の創作を支えた書物流通の拠点』( 勉誠社　2023年5月)

### 共著
- 諏訪春雄　編『論集近世文学1 近松とその周辺』近松・文流・海音の座■長友千代治(勉誠社 1991年5月)
- （廣庭基介）『日本書誌学を学ぶ人のために』（世界思想社、1998年）
- 『書物・印刷・本屋-日中韓をめぐる本の文化史』第三部　本屋・商業出版・蔵書-長友千代治　〈貸本屋〉 貸本屋の横顔(勉誠社　2021年6月)

### 編著
- 『重宝記資料集成』全45巻（臨川書店、2004-08年）
- 『江戸時代生活文化事典-重宝記が伝える江戸の知恵』(勉誠社、2018年2月)

### 共編
- （矢野貫一）『日本文学説林』（和泉書院、1986年）
- （中村幸彦）『浪花の噂話』（汲古書院、2003年）

### 校註
- （森修・鳥越文蔵）『日本古典文学全集　近松門左衛門集 1』（小学館、1972年）
- 艸田寸木子『女重宝記・男重宝記 元禄若者心得集』（社会思想社、1993年）現代教養文庫